# Проєкт висотних досліджень
13°04′38″ пн. ш. 59°28′32″ зх. д. / 13.077264° пн. ш. 59.47561° зх. д.

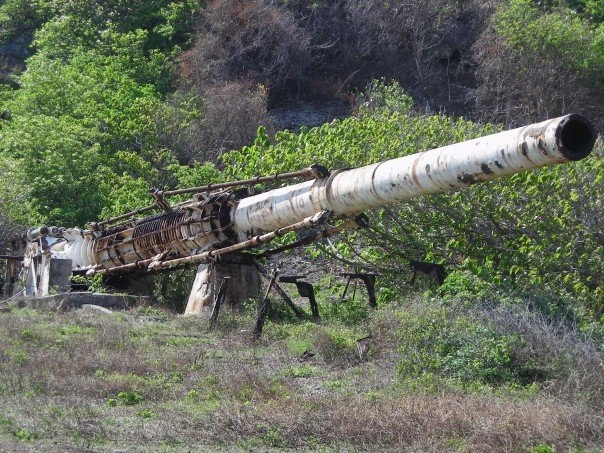
Залишки гармати в Барбадосі

Проєкт висотних досліджень (англ. HARP, High Altitude Research Project) — американо-канадський проєкт виводу штучних супутників Землі на низькі орбіти за допомогою спеціальних гармат.

## Реалізація проєкту
Проєкт розпочався в 1961. Спочатку він реалізовувався в рамках програми вивчення поведінки балістичних об'єктів у верхніх шарах атмосфери. Однак потім ним зацікавилися військові. Їх цікавила можливість швидкого виводу супутників на низькі орбіти (були чутки про те, що цією гарматою планувалося збивати чужі супутники).
Душею проєкту був канадський інженер-балістик Джеральд Булл. Історія HARP дуже непроста — Буллу доводилося постійно «вибивати» з урядів США і Канади гроші на чергову модифікацію своїх гармат.
Було побудовано більше десяти гармат HARP. Вони мали різні калібри і розташовувалися по всій Північній Америці — від Аризони до Квебека. Кульмінацією проєкту стала 16-дюймова (40,6 сантиметрів) гармата встановлена на Барбадосі (Карибське море). Її довжина досягала 40 метрів, вага снарядів — 180 кілограмів, початкова швидкість — 3600 метрів на секунду. Гармата викидала їх на висоту 180 кілометрів, після чого вони падали в океан.
Цього було, звичайно, недостатньо, щоб вивести супутник на постійну орбіту. Однак команда Булла розробила снаряди-ракети «Marlet», які могли доставити на орбіту невеликий супутник.
У 1967 фінансування проєкту припинилося і його закрили.